# Bahman Nirumand

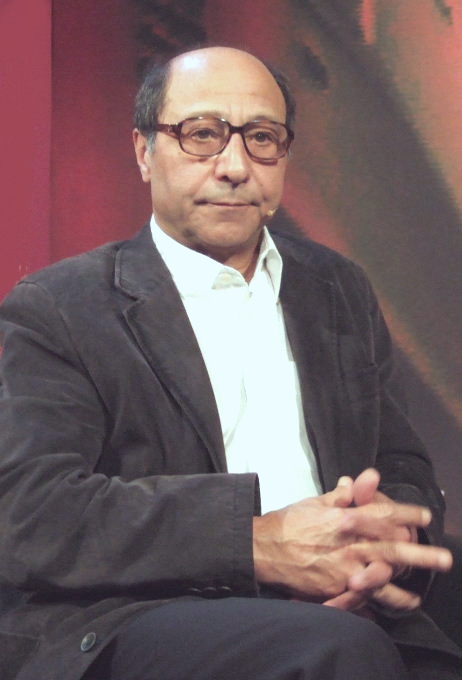
Bahman Nirumand (2006)

Bahman Nirumand (persisch بهمن نیرومند, DMG Bahman Nīrūmand; * 18. September 1936 in Teheran) ist ein iranisch-deutscher Germanist, Iranist und Autor.

## Leben
Bahman Nirumand wurde als Sohn einer wohlhabenden Beamtenfamilie in der iranischen Hauptstadt Teheran geboren. Er wurde im Alter von vierzehn Jahren von seinen Eltern zum Schulbesuch nach Deutschland geschickt. Er besuchte unter anderem in Stuttgart eine Waldorfschule. Nach seinem Abitur studierte Nirumand in München, Tübingen und Berlin Germanistik, Philosophie und Iranistik. 1960 promovierte er in Tübingen über Probleme der Verpflanzung des europäischen Dramas in die neupersische Literatur. In diesem Jahr war er auch Gründungsmitglied der Konföderation Iranischer Studenten (CISNU), einer einflussreichen oppositionellen Studentenorganisation, die zunächst vor allem iranische Studierende in Großbritannien, Frankreich und der Bundesrepublik Deutschland, später auch in den USA und Kanada vereinte.
Nach Abschluss seines Studiums kehrte Nirumand 1960 in den Iran zurück und arbeitete dort als Dozent für Vergleichende Literaturwissenschaft an der Universität Teheran, daneben als Schriftsteller und Journalist. Er musste dann eineinhalb Jahre Militärdienst leisten und trat danach eine Stelle am Teheraner Goethe-Institut an. Dort lernte er Hans Magnus Enzensberger kennen, der ihn zum Schreiben ermutigte und später bei seinen Etablierungsversuchen in Deutschland unterstützte. Da Nirumand als Oppositioneller galt und ihm eine Verhaftung drohte, ging er 1965 erneut nach Deutschland.

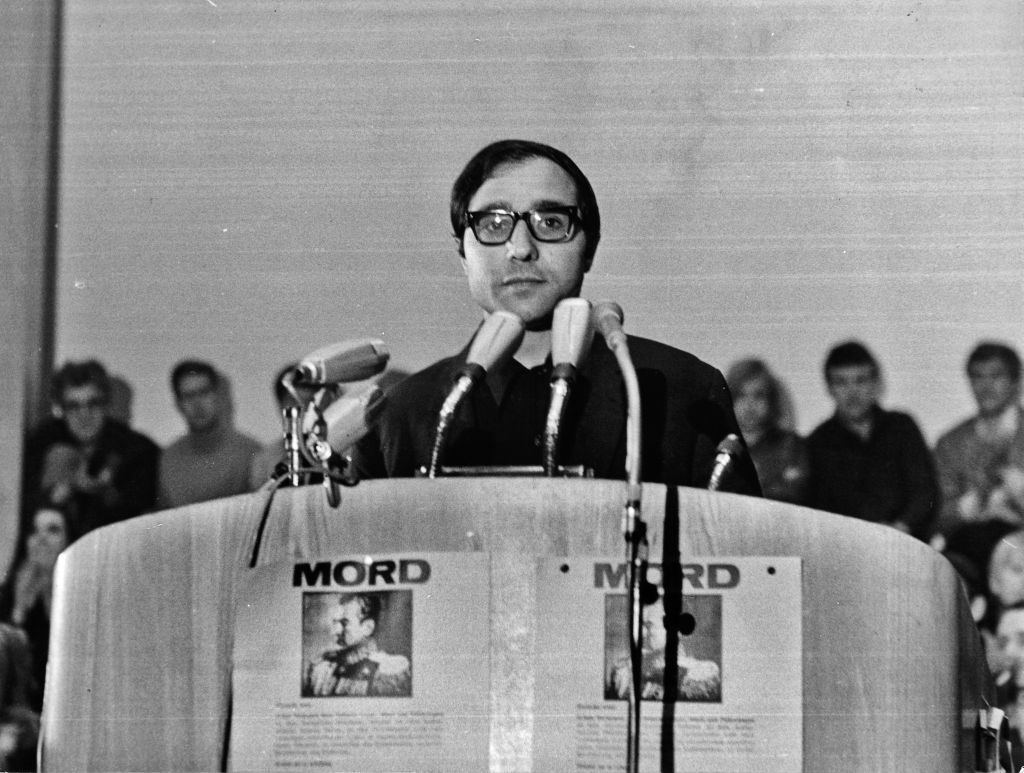
Nirumand bei seinem Vortrag anlässlich des Schah-Besuchs

Nirumand erhielt dort ein Stipendium der Alexander von Humboldt-Stiftung für eine Habilitationsschrift über Goethe und Hafis. Im Frühling 1967 erschien sein von Enzensberger angeregtes Buch Persien, Modell eines Entwicklungslandes oder Die Diktatur der freien Welt, das im Lauf des Jahres eine verkaufte Auflage von über 150.000 erreichte und die westdeutsche Studentenbewegung stark beeinflusste. Unmittelbar vor dem Staatsbesuch des Schahs am 1. Juni 1967 hielt Nirumand einen vielbeachteten Vortrag als Gastredner an der Freien Universität Berlin über das Regime des Schah, der zur Mobilisierung für die Demonstration am 2. Juni 1967 in West-Berlin beitrug.
1979 kehrte er, wenige Wochen vor Ausbruch der Islamischen Revolution, in den Iran zurück. Nach dreijährigem Aufenthalt zog er ins Exil, um einer Verhaftung zu entgehen. Er hielt sich ein Jahr lang in Paris auf, danach in Berlin, wo er seine Arbeit als freier Autor und Journalist fortsetzte. Von 1990 bis 2001 leitete er die Geschäftsstelle der Kommunalen Ausländervertretung in Frankfurt am Main. Seit 2001 lebt er wieder in Berlin.
Nirumand ist mit der iranischen Ärztin Sonia Seddighi verheiratet und Vater der Journalistin Mariam Lau.

## Politik
Einem persischen Blog zufolge gründete Nirumand zusammen mit Mehdi Khanbaba Tehrani und Majid Zarbakhsh die Goruhe Kadreh (Kadergruppe), die sich als marxistisch-leninistische Organisation verstanden habe und revolutionäre Kader ausbilden habe wollen, die als revolutionäre Zellen im antiimperialistischen Kampf in den Städten des Iran als Stadtguerilla gegen das Regime des Schahs agieren sollten. 1965 kehrte er in die Bundesrepublik zurück. 1968 beabsichtigte er zusammen mit seinem Freund Rudi Dutschke einen AFN-Sendemast zu sprengen, was u. a. an der Verweigerung der Unterstützung durch Franz Josef Degenhardt scheiterte. Diese von Nirumand selbst berichtete Geschichte wird allerdings wegen Widersprüchen und mangels anderer Quellen angezweifelt.
Auf einer Demonstration im Dezember 1978 soll Nirumand gemäß einem Bericht der Jungle World gesagt haben:

„Wenn der Schleier die Absage an die importierte Scheinwelt und die Besinnung auf die eigene Geschichte symbolisiert [...], dann können nicht wir, sondern nur die Imperialisten und anderen Feinde unseres Volkes darüber Zeter und Mordio schreien.“

Nirumand ist seit längerem für Bündnis 90/Die Grünen aktiv und verfasste den bis Ende 2021 monatlich erschienenen Iran-Report der Heinrich-Böll-Stiftung. 2013 forderte Nirumand nach der Wahl Rohanis Zugeständnisse des Westens statt neuer Sanktionen, die „eine Kriegserklärung“ seien. Einem Beitrag von Per Hinrichs auf dem Blog Achse des Guten zufolge soll er argumentiert haben, dem Westen gehe es „nur um einen Regimewechsel im Iran“. Iranische Oppositionelle wie Nasrin Amirsedghi und andere Regimekritiker werfen Nirumand deshalb vor, das iranische Regime zu verharmlosen und zu verteidigen sowie der islamischen Revolution von 1979 – wie damals viele Linke – unkritisch begegnet zu sein.

## Schriften (Auswahl)
Sein 1967 erschienenes Buch Persien, Modell eines Entwicklungslandes oder Die Diktatur der Freien Welt. Nacherinnerungen von Hans Magnus Enzensberger hatte großen Einfluss auf den Internationalismus der Studentenbewegung. Im Oktober 1967 erschien im Spiegel ein kritischer Beitrag, in dem Informationen, die Nirumand in seinem Buch über den Iran veröffentlicht hatte, als zweifelhaft bzw. falsch eingestuft wurden. Nachträglich hat sich der Herausgeber Rudolf Augstein persönlich für diese Kritik entschuldigt.
Bahman Nirumand ist Autor zahlreicher Bücher und schreibt Artikel für Die Zeit, den Spiegel, Die Tageszeitung und die Frankfurter Rundschau; zudem hat er zahlreiche Rundfunk- und Fernsehbeiträge verfasst. Er veröffentlichte eine Chomeini-Biographie, Mit Gott für die Macht, sowie Texte wie Feuer unterm Pfauenthron. Verbotene Geschichten aus dem persischen Widerstand, Iran – hinter den Gittern verdorren Blumen und Sturm im Golf. Die Irak-Krise und das Pulverfass Nahost.
Nirumand hat auch literarische Werke aus dem Persischen ins Deutsche übertragen.
Seit 2001 ist er der Verfasser des monatlich erscheinenden Iran-Reports der Heinrich-Böll-Stiftung. Im Dezember 2022 erschien das Buch Der mühsame Weg in die Freiheit. Iran zwischen Gottesstaat und Republik, in dem Nirumand die aktuelle iranische Protestbewegung im historischen Kontext analysiert. Er ist Mitglied des PEN-Zentrums Deutschland.
Monografien
- Probleme der Verpflanzung des europäischen Dramas in die neupersische Literatur. Universität Tübingen. Dissertation, 1960.
- Persien, Modell eines Entwicklungslandes oder Die Diktatur der Freien Welt. Rowohlt, Reinbek 1967.
- Iran. The New Imperialism in Action. Monthly Review Press, New York 1969.
- mit Keywan Daddjou: Mit Gott für die Macht. Eine politische Biographie des Ayatollah Chomeini. Rowohlt, Reinbek 1987, ISBN 3-498-04628-4.
- Feuer unterm Pfauenthron. Verbotene Geschichten aus dem persischen Widerstand. Rotbuch Verlag, Hamburg 1985, ISBN 3-88022-124-3.
- mit Belge Yayınlar: Iran – hinter den Gittern verdorren Blumen, Rowohlt, Reinbek 1985, ISBN 3-499-15735-7. (Übersetzung ins Türkische durch Kemal Kurt: İran – Soluyor Çiçekler Parmaklıklar Ardında. Istanbul 1988)
- Leben mit den Deutschen. Rowohlt, Reinbek 1989, ISBN 3-499-12404-1.
- Sturm im Golf: Die Irak-Krise und das Pulverfass Nah-Ost. Rowohlt, Reinbek 1990, ISBN 3-499-12926-4.
- Fremd bei den Deutschen. 1991, ISBN 3-499-12924-8.
- Die kurdische Tragödie. Die Kurden – verfolgt im eigenen Land. Rowohlt, Reinbek 1991, ISBN 3-499-13075-0.
- Angst vor den Deutschen. Terror gegen Ausländer und der Zerfall des Rechtsstaates. Rowohlt, Reinbek 1992, ISBN 3-499-13176-5.
- Iran-Report. Heinrich-Böll-Stiftung, Berlin, seit 2001. (erschien bis Ende 2021 monatlich; siehe Weblinks)
- Iran. Die drohende Katastrophe. Kiepenheuer & Witsch, Köln 2006, ISBN 3-462-03708-0.
- Der unerklärte Weltkrieg. Booklett, 2007, ISBN 978-3-940153-01-2.
- Weit entfernt von dem Ort, an dem ich sein müsste. Autobiographie. Rowohlt, Reinbek bei Hamburg 2011, ISBN 978-3-498-04693-4.
- Iran Israel Krieg – Der Funke zum Flächenbrand. Verlag Klaus Wagenbach, Berlin 2012, ISBN 978-3-8031-2697-9.
- Der mühsame Weg in die Freiheit. Iran zwischen Gottesstaat und Republik, zu Klampen Verlag, Springe 2022, ISBN 978-3-98737-000-7

Als Herausgeber
- Im Namen Allahs. Islamische Gruppen und der Fundamentalismus in der Bundesrepublik Deutschland. 1990, ISBN 3-89452-307-7.
- Im Namen Allahs. Dreisam Verlag, Köln 1990, ISBN 3-89607-346-X.
- Deutsche Zustände. Dialog über ein gefährdetes Land. Rowohlt, Reinbek 1993, ISBN 3-499-13354-7.
- Iran nach den Wahlen. Westfälisches Dampfboot, Münster 2001, ISBN 3-89691-506-1.

Als Übersetzer (Auswahl)
- Sadegh Hedayat: Die blinde Eule. Eichborn, Frankfurt 1990. ISBN 978-3-8218-4264-6.
- Mahmud Doulatabadi: Die Reise. Unionsverlag, Zürich 1992. ISBN 978-3-293-20139-2.
- Mahmud Doulatabadi: Die alte Erde. Unionsverlag, Zürich 2005. ISBN 978-3-293-20318-1.
- Mahmud Doulatabadi: Der Colonel. Unionsverlag, Zürich 2009. ISBN 978-3-293-00402-3.
- Mahmud Doulatabadi: Nilofar. Unionsverlag, Zürich 2016. ISBN 978-3-293-20752-3.